# Dolores Veintemilla de Galindo
Dolores Veintemilla de Galindo (1829 - 23 de maig de 1857) fou una poetessa i narradora equatoriana.